# Jean Chalon (botaniste)
Pour les articles homonymes, voir Jean Chalon et Chalon.
 (août 2019).
Si vous disposez d'ouvrages ou d'articles de référence ou si vous connaissez des sites web de qualité traitant du thème abordé ici, merci de compléter l'article en donnant les références utiles à sa vérifiabilité et en les liant à la section « Notes et références ».
Jean Chalon, né le 6 juillet 1846 à Namur et décédé le 9 avril 1921 à Saint-Servais, est un botaniste, folkloriste, pédagogue, photographe amateur, vulgarisateur scientifique et un militant laïc belge.

## Biographie
Docteur en sciences naturelles diplômé de l’Université catholique de Louvain, Jean Chalon est l’auteur de plus de 450 publications.
Parmi celles qui illustrent son œuvre de botaniste, on notera les Arbres remarquables de la Belgique (1910-1912).
Fétiches, idoles et amulettes (1920-1921) constitue son principal apport au domaine du folklore.
Son Manuel de sciences naturelles (cinq éditions entre 1881 et 1890) rappelle son travail d’enseignant à l’École industrielle de Namur, à l'École normale de l’État pour jeunes filles devenue École laïque libre pour institutrices, également à Namur, ainsi qu'à l’Université nouvelle (Bruxelles).
Le microscope (1889), une œuvre de vulgarisation scientifique, a été couronné par l’Académie royale de Belgique.
Au couvent (1898), Le trou des chiens (1895) et Josée (1899), sont trois romans où il défend le principe de l’enterrement civil et celui de l’instruction des jeunes filles à l’abri de toute emprise cléricale.
Doté d’une belle fortune personnelle, il a aussi beaucoup voyagé, de préférence Hors des sentiers battus (1891). Membre de l’Association belge de photographie de 1893 à 1897, il est l’auteur d’une remarquable série de clichés pris dans la région namuroise et aujourd’hui conservés dans les collections de la Société archéologique locale.
Jean Chalon a contribué au financement de la station biologique de Roscoff[réf. nécessaire] et du temple de la loge namuroise La Bonne Amitié où il a été initié quelques années plus tôt (1900)[réf. nécessaire]. Conformément à ses dernières volontés, deux de ses Frères ont publié sous le titre Comment je veux mourir !, un supplément de son testament philosophique. Sans la moindre hésitation, la réponse fut celle-ci :

« Je veux mourir en libre-penseur. […] À défaut d’incinération, je voudrais la descente lente au fond des gouffres insondables, ou même le repos à de moindres profondeurs sur un lit de goémons verts. […] Je veux être enterré à la suite du dernier venu, sans aucune pièce métallique ou pierre gravée qui puisse faire reconnaître la place, l’année – ou la semaine – suivante. »

Une rue de Saint-Servais, où il habitait, porte toutefois son nom.